# Herbert Ostwald
Herbert Ostwald (* 1960 in Berlin) ist ein deutscher Journalist, Regisseur und Dokumentarfilmer. Er gilt als einer der renommiertesten deutschen Vertreter dieses Genres.

## Leben
Herbert Ostwald besuchte von 1972 bis 1978 die Askanische Oberschule in Berlin-Tempelhof, an der er auch sein Abitur ablegte. Von 1979 bis 1987 studierte er an der Freien Universität Berlin mit Abschluss als Diplom-Biologe.
Seit 1987 ist er journalistisch tätig, zunächst bis 1995 als Reporter beim Sender Freies Berlin (SFB) Hörfunk. Parallel dazu verfasste er auch Beiträge für Tageszeitungen und Zeitschriften.1993/1994 war er kurzzeitig Redakteur für Politik, Hochschule und Wissenschaft bei der Tageszeitung Neue Zeit, bis diese nach der letzten Ausgabe am 5. Juli 1994 eingestellt wurde.
Seit 1995 arbeitet Ostwald vorrangig für das Fernsehen. Er begann mit der von ihm moderierten Serie Ostwalds Tierleben, die 1995 bis 1998 auf DW-TV, dem deutschen Auslandsfernsehen der Deutschen Welle, lief. Parallel dazu bildete er sich 1997 an der Wildlife Filmmaking School in Sundsvall und 2002 an der Discovery Campus Masterschool in München als Dokumentarfilmer weiter. Er hat seit 1995 zahlreiche Natur- und Umwelt-Dokumentationen gedreht und teilweise mit seiner Firma wild.doc Filmproduktion auch selbst produziert, zunächst für die WDR-Reihe Abenteuer Erde, später auch für das ZDF und Arte. Dabei arbeitet er regelmäßig mit den Kameramännern Roland Gockel und Erik Sick zusammen. 2003 steuerte er auch eine Reihe von Kurzbeiträgen für Die Sendung mit der Maus bei, später auch für die Fernsehreihe W wie Wissen. Als Autor und Regisseur arbeitet Ostwald regelmäßig mit renommierten Produktionsfirmen zusammen, z. B. Längengrad Filmproduktion GmbH Köln, Marco-Polo-Film AG in Heidelberg, Taglicht Media GmbH in Köln, TAG/TRAUM GmbH in Köln, Gruppe 5 Filmproduktion GmbH in Köln, Light and Shadow Filmproduktion GmbH in Münster und terra mater in Wien.
International bekannt machte ihn 2001 die Dokumentation Mein lieber Biber. Zu seinen aufwändigsten Produktionen gehört der abendfüllende Eichen-Dokumentarfilm für ZDF und Arte Der Baum der Bäume – Geheimnisvolle Reise in die Welt der Eichen (2004), der teilweise im Reinhardswald gedreht wurde und für den Ostwald mit mehreren Kameraleuten zusammenarbeitete, darunter Andreas Kieling. Ostwald führte Regie bei der ARD-Dokumentation „Bruno, der Bär ohne Pass“ (2012), die vom Schauspieler Hannes Jaenicke moderiert wurde.
Bekannt geworden ist Herbert Ostwald zudem mit Dokumentationen über Kenia, in dessen Hauptstadt Nairobi er von 2002 bis 2008 auch lebte. In Nacktmulle – Afrikas wilde Wichte dokumentierte er 2005 erstmals die Lebensweise dieser ostafrikanischen Sandgräber und zugleich die Forschungsarbeit der deutschen Biologin Rosie Koch an diesen Nagetieren im kenianischen Meru-Nationalpark. Ebenfalls 2005 veröffentlichte er eine Dokumentation über das Mount-Kenya-Massiv. Im Arabuko-Sokoke-Nationalpark entstand Kobolde des Küstenwalds – Die Rüsselhündchen von Arabuko (2008). Und in Dodo – Zwischen Wellblech und Weltbühne (2009) porträtierte Ostwald die kenianische Fußballspielerin Doreen „Dodo“ Nabwire, die später bei Werder Bremen und dem 1. FC Köln in der Zweiten Frauenbundesliga spielte.
Der Dokumentarfilmer beteiligt sich mit seinen Filmen regelmäßig an Festivals und erhielt dabei zahlreiche nationale und internationale Preise. Besonders erfolgreich war dabei die Produktion Räumkommando Riesenratte – Spürnasen auf Minensuche, die den Einsatz afrikanischer Riesenhamsterratten bei der Beseitigung von Landminen zeigt. Mit dem Kölner Zoodirektor Theo Pagel bereiste Ostwald 2014 Europa und Asien, um den Erfolg von Zoos initiierter Artenschutzprojekte in zwei Filmen zu dokumentieren. Mit der österreichischen Produktion terra mater und National Geographic Wild (USA) erstellte Ostwald 2015 die Dokumentation "Giraffen – Giganten hautnah", die international viel Anerkennung fand. Und 2016 leitete er die Produktion zum Thema Asiatischer Geparde im Iran ("Phantome der Wüste") im Auftrag von ZDF/Arte. Im Oktober 2018 gewann Ostwald für "Nacktmulle – Superhelden der Forschung" den Wissenschaftspreis "Panda Award" beim größten internationalen Naturfilmfestival "wildscreen" in Bristol/England.
Ostwald ist Mitglied der Arbeitsgemeinschaft Dokumentarfilm (AG DOK). Im Jahr 2010 und 2018 gehörte er der Jury des Naturfilm-Festivals Green Screen an, 2019 der Jury vom Darßer Naturfilmfestival. Ostwald ist auch als Lektor für die Deutsche-Welle-Akademie und das Goethe-Institut (2010 in Thailand als Lehrveranstalter für einen Studenten-Workshop im Rahmen des SEADocs-Festivals) tätig. 2018 produzierte er im Auftrag der Stadt Köln den Videospot "Spatz muss sein!" im Rahmen der Biodiversitätskampagne der Stadtverwaltung.
Ostwald ist Autor einiger Sach- und illustrierter Kinderbücher. Er lebt in Köln.

## Auszeichnungen (Auswahl)
- Mein lieber Biber
  - 2001 – Internationales Berg- & Abenteuer-Filmfestival, Graz (Österreich) – Nominierung
  - 2001 – Ekotopfilm, Bratislava (Slowakei) – Nominierung
  - 2002 – International Wildlife Filmfestival – Ehrenpreis für seine Naturschutz-Botschaft

- Fabelhaftes Langohr – Auf der Spur des Osterhasen
  - 2003 – Nominierung für den Adolf-Grimme-Preis, Marl (Deutschland)

- Der Baum der Bäume – Geheimnisvolle Reise in die Welt der Eichen
  - 2005 – Włodzimierz Puchalski International Nature Film Festival, Łódź (Polen) – Spezialpreis der Jury
  - 2006 – Festival des Umwelt- und Naturfilms, die ökofilmtour 2006, Potsdam (Deutschland) – „Bester Kinderfilm“
  - 2006 – Environmental Film Festival „Green Vision“, St. Petersburg (Russland) – Award for the Beauty & Humanism

- Nacktmulle – Afrikas wilde Wichte
  - 2006 – Waga Festival, Rajgrod/Polen – Spezialpreis für Bildung
  - 2007 – Festival des Umwelt- und Naturfilms, die ökofilmtour 2007, Potsdam (Deutschland) – „Bester Naturfilm“

- Räumkommando Riesenratte – Spürnasen auf Minensuche
  - 2008 – NaturVision Festival, Neuschönau (Deutschland) – Publikums- und Wissenschaftspreis
  - 2008 – ekofilm, Krumlov (Tschechien) – „Bestes Drehbuch“
  - 2008 – Atlantis Festival, Wiesbaden (Deutschland) – „Beste Dokumentation“
  - 2008 – Ekotopfilm, Bratislava (Slowakei) – Preis des slowakischen Verteidigungsministeriums
  - 2008 – Guangzhou International Documentary Film Festival, Guangzhou (China) – „Best Storytelling“
  - 2009 – Festival des Umwelt- und Naturfilms, die ökofilmtour 2009, Potsdam (Deutschland) lobende Erwähnung der Jury

- Karawane der Bücher – Kenias Kamelbibliothek
  - 2010 – NaturVision Festival, Neuschönau (Deutschland) – „Beste Story“ (2. Preis)
  - 2011 – Ökofilmtour Brandenburg (Deutschland) – „Bester Kinderfilm“
  - 2011 – Missoula Wildlife Filmfest/USA – Lobende Erwähnung für Storytelling

- Scharfe Schoten, dicke Rüssel – Elefanten im Konflikt
  - 2011 – Ekotop Filmfest Bratislava/Slowakei – Preis der Internationalen Jury
  - 2011 – Festival Int. Film Animalier, Albert/Frankreich – Preis für Mensch-Tier-Beziehungen
  - 2011 – Internationales Wildlife-Filmfest Missoula/USA – Lobende Erwähnung für Mensch-Tier-Konflikte
  - 2011 – NaturfilmFestival, Darss (Deutschland) : Dt. Naturschutzpreis für Umwelt und Nachhaltigkeit

- Affenalarm – Die Pavianpolizei vom Tafelberg
  - 2011 – Guangzhou Doc Festival, China – Beste Dokumentation zu Tier und Umwelt
  - 2011 – Green Vision, St. Petersburg/Russland – Preis für Schönheit und Menschlichkeit
  - 2011 – NaturVision Festival, Neuschönau (Deutschland) – „Publikumspreis“

- Wilder Iran
  - 2011 – Matsalu Naturfilmfestival, Estland – „Beste Regie“

- Bruno, der Bär ohne Pass
  - 2013 – Darsser Naturfilmfestival (Deutschland) – „Sonderpreis der Jury“

- Unter Störchen – Ein Dorf im Vogelfieber
  - 2015 – Green Screen Eckernförde (Deutschland) – „Publikumspreis“

- Giraffen – Giganten hautnah"
  - 2016 – Matsalu Naturfilmfestival, Estland – „Beste Regie“
  - 2016 – Naturfilmfestival Namur, Belgien – „Bestes Drehbuch“
  - 2016 – Bronze World Medal at New York Festivals World Best TV Films, N.Y./USA

- Die Wolfsaga
  - 2021 – Darsser Naturfilmfestival, Deutschland – "Kinder- und Jugendpreis"

- Die Bayerische Kurzohrmaus – Rettung einer bedrohten Art
  - 2023 – „Deutscher NaturfilmPreis“[7]

## Werk

### Fernsehdokumentarfilme
- 1995–1998: Ostwalds Tierleben, Serie (DW-TV)
- 2000: Halb so wild (WDR)
- 2001: Mein lieber Biber (Arte)
- 2002: Fabelhaftes Langohr – Auf der Spur des Osterhasen (WDR/Arte)
- 2004: Der Baum der Bäume – Geheimnisvolle Reise in die Welt der Eichen (ZDF/Arte)
- 2005: Abenteuer Erde: Im Reich des Drachen – Magisches Siebengebirge (WDR)
- 2005: Nacktmulle – Afrikas wilde Wichte [Rosie und die Nacktmulle] (ZDF/Arte)
- 2005: Mount Kenia – Im Herz von Afrika (ZDF/Arte)
- 2005: Im Garten der Götter (ORF) – nur Drehbuchbeteiligung
- 2005: Wilder Osten (ZDF/Arte)
  - Folge 1: Spreewald – Labyrinth des Wassermanns
  - Folge 2: Wartburg – Festung der Wildnis
- 2005: Mythos Tier: Bären – Teddys große Brüder (MDR/Arte)
- 2006: Abenteuer Erde: Schwäne – Halbgötter in Weiß (WDR/Arte)
- 2006: Rückkehr der Plagen: Gefährliche Stiche (ZDF/Arte)
- 2007: Mythos Tier: Adler – Geschenke des Himmels (MDR/Arte)
- 2008: Kobolde des Küstenwalds – Die Rüsselhündchen von Arabuko (ZDF/Arte)
- 2008: Der Tafelberg – Wächter des Südens (WDR/Arte)
- 2008: Räumkommando Riesenratte – Spürnasen auf Minensuche (ZDF/Arte)
- 2009: Meerschweinchen – Erstaunliche Zwerge (ZDF/Arte)
- 2009: Dodo – Zwischen Wellblech und Weltbühne
- 2010: Abenteuer Erde: Die Hippos vom Rhein (WDR)*
- 2011: Affenalarm – Die Pavianpolizei am Tafelberg (ZDF/Arte)
- 2011: Wilder Iran (ZDF/Arte)
- 2012: Wildes Köln (WDR/Arte)
- 2012: Bruno, der Bär ohne Pass (WDR/ARD)
- 2012: Mission Froschkönig (WDR)
- 2014: Unter Störchen (ZDF/Arte)
- 2015: Theos Tierwelt, 2 Teile (WDR/Arte)
- 2016: Giraffen – Giganten hautnah (Servus TV/National Geographic)
- 2016: Phantome der Wüste – Asiens letzte Geparde (ZDF/Arte/IRIB)
- 2016: Wildes Ruhrgebiet (WDR)
- 2017: Familie Wolf – Gefährliche Nachbarn? (WDR/Arte)
- 2017: Nacktmulle – Superhelden der Forschung (ZDF/Arte/NatGeo/Smithonian)
- 2018: Ziemlich wilde Rinder (ZDF/Arte)
- 2018: Kuh im Glück (ZDF/Arte)
- 2018: Wild im Westen – Die Eifel (WDR)
- 2018: Urwald von morgen – Nationalpark Eifel (WDR)
- 2018: Wölfe – Schützen oder schießen? (ARD)
- 2019: Dschungel in der Stadt – Kölner Zoo (WDR)
- 2019: Theos Tierwelt: Aus dem Zoo in die Wildnis (WDR/Arte)
- 2020: Jeck auf wildes Köln (WDR)
- 2020: Die Story: Windkraft – Fluch oder Segen? (WDR)
- 2021: Freche Viecher, 3 Teile: Sittiche, Nandus, Nutrias. (ZDF/Arte)
- 2021: Wanderschäfer in Brandenburg (Arte)
- 2021: Bockig, zickig und lammfromm: Das geheime Leben der Schafe (ZDF)
- 2021: Die wilden 12 – Unsere Zoos im Westen, 3 Teile (WDR)
- 2021: Die Wolfsaga (WDR/MDR)
- 2022: Der Waldrapp – Zugvogel im Aufwind (BR/Arte)
- 2023: Wildwechsel – Tiere auf Achse (WDR/Arte)
- 2023: Unsere Hand – Geniestreich der Evolution (3Sat)
- 2023: Die Bayerische Kurzohrmaus – Rettung einer bedrohten Art (BR/Arte)[7]

### Schriften
- zusammen mit Martin Esche (Fotos): Schädel, Steine, Sterne. Spaziergänge in die Berliner Schatzkammern der Wissenschaften, Stattbuch-Verlag, Berlin 1996, ISBN 3-922778-60-7.
- zusammen mit Svenja Doering (Illustrationen): „Kilaguni“, Jacaranda-Verlag Nairobi/Kenia, 2005.
- zusammen mit Alfred Muchilwa (Illustrationen): „Gellow“, Jacaranda-Verlag Nairobi/Kenia, 2010.
- zusammen mit Doreen Nabwire : „Traumpass: Mein Weg aus den Slums von Nairobi auf die Fußballplätze Europas“, VGS Verlag , 2011, ISBN 978-3-8025-3716-5.
- zusammen mit Nana Grosse-Woodley: „Mtitos Weg in die Freiheit“, Lübbe-Verlag 2014, ISBN 978-3-431-03890-3.